# Svarta tornet
Svarta tornet är del 12 i Robert Jordans fantasyserie Sagan om Drakens Återkomst (Wheel of Time). På engelska: Lord of Chaos och den kom ut 1999. Den är översatt av Jan Risheden. Svarta tornet är även namnet på den lilla stad som är uppförd utanför Caemlyn som är högkvarteret för Asha'manerna, män som kan leda kraften.
| Föregående bok: Fursten av Kaos | Sagan om Drakens Återkomst | Nästa bok: Vindarnas skål |